# Mpu Sindok
Mpu Sindok serait le dernier roi de la dynastie des Sanjaya, qui régnait sur le royaume de Mataram dans le centre de l'île de Java en Indonésie. Sindok est mort en 947 apr. J.-C.
Sindok aurait transféré sa capitale dans l'est de Java en 929, en un lieu appelé Watugaluh, sur le fleuve Brantas, près de la ville actuelle de Jombang, à 7° 35′ 42″ S, 112° 12′ 50″ E.
Sindok est également le fondateur de la dynastie des Isyana. Une inscription conservée au Musée indien de Calcutta en Inde, pour cette raison appelée « pierre de Calcutta », et datée de 1041, décline la généalogie du roi Airlangga en la faisant remonter jusqu'à Sindok.